# Championnats du monde de vol à ski 1996
Navigation
Planica 1994 Oberstdorf 1998
La 14e édition des championnats du monde de vol à ski s'est déroulée du 9 février 1996 au 11 février 1996 à Kulm en Autriche qui organise pour la troisième fois la compétition.

## Résultats

### Individuel
| Médaille | Concurrent         | Points |
| Or       | Andreas Goldberger | 738.1  |
| Argent   | Janne Ahonen       | 734.2  |
| Bronze   | Urban Franc        | 701.7  |
| 4e       | Jens Weissflog     | 696.3  |
| 5e       | Christof Duffner   | 686.0  |
| 6e       | Ari-Pekka Nikkola  | 684.6  |
| 7e       | Espen Bredesen     | 671.2  |
| 8e       | Eirik Halvorsen    | 668.6  |
| 9e       | Jakub Suchacek     | 655.2  |
| 10e      | Jinya Nishikata    | 653.3  |